# Astronesthes karsteni
Astronesthes karsteni és una espècie de peix de la família dels estòmids i de l'ordre dels estomiformes.

## Hàbitat
És un peix marí i d'aigües profundes que viu fins als 460 m de fondària.

## Distribució geogràfica
Es troba a l'Atlàntic oriental central (19° 11′ N, 21° 58′ W).